# Persone di cognome Stuart
| Questa pagina contiene informazioni ricavate automaticamente dalle voci biografiche con l'ausilio del template Bio e di un bot. L'aggiornamento è periodico e automatico e ricostruisce completamente la pagina. Se manca una persona in questa lista, sei pregato di non aggiungerla, ma accertati piuttosto che la sua voce biografica contenga il template Bio e che i dati anagrafici siano correttamente compilati. Se il template Bio manca, inseriscilo tu stesso o, in alternativa, metti l'avviso {{tmp\|Bio}} che ne segnala la mancanza. Se i dati riportati sono sbagliati, correggi direttamente la voce biografica; le modifiche saranno visibili in questa lista entro pochi giorni. Per chiarimenti vedi il progetto antroponimi. La lista contiene solo le 74 persone che sono citate nell'enciclopedia e per le quali è stato implementato correttamente il template Bio. Pagina aggiornata al 17 ott 2024. |

Questa è una lista di persone presenti nell'enciclopedia che hanno il cognome Stuart, suddivise per attività principale.

## Allenatori di calcio(1)
- Eddie Stuart, allenatore di calcio e calciatore sudafricano (Middelburg, n. 1931 - Wrexham, † 2014)

## Archeologi(1)
- David Stuart, archeologo, antropologo e scrittore statunitense (Washington, n. 1965)

## Architetti(1)
- James Stuart, architetto, pittore e archeologo britannico (Londra, n. 1713 - † 1788)

## Arcivescovi cattolici(1)
- Enrico Benedetto Stuart, arcivescovo cattolico, cardinale e militare britannico (Roma, n. 1725 - Frascati, † 1807)

## Attori(2)
- James Patrick Stuart, attore e doppiatore statunitense (Hollywood, n. 1968)
- John Stuart, attore scozzese (Edimburgo, n. 1898 - Londra, † 1979)

## Attrici(3)
- Gloria Stuart, attrice e pittrice statunitense (Santa Monica, n. 1910 - Los Angeles, † 2010)
- Iris Stuart, attrice statunitense (New York City, n. 1903 - New York City, † 1936)
- Katie Stuart, attrice canadese (Vancouver, n. 1985)

## Canottieri(1)
- Douglas Stuart, canottiere britannico (Kingston upon Thames, n. 1885 - Marsiglia, † 1969)

## Cantanti(2)
- Chad Stuart, cantante, doppiatore e attore britannico (Windermere, n. 1941 - † 2020)
- Marty Stuart, cantante e musicista statunitense (Filadelfia, n. 1958)

## Cestisti(1)
- Ron Stuart, cestista canadese (Edmonton, n. 1929 - North Vancouver, † 1983)

## Compositori(1)
- Leslie Stuart, compositore inglese (Southport, n. 1864 - Richmond upon Thames, † 1928)

## Danzatori(1)
- Michel Stuart, ballerino, coreografo e costumista statunitense (New York, n. 1945 - Malibù, † 1997)

## Diplomatici(1)
- Charles Stuart, I barone Stuart de Rothesay, diplomatico inglese (n. 1779 - † 1845)

## Doppiatori(1)
- Eric Stuart, doppiatore e cantante statunitense (Brooklyn, n. 1967)

## Esploratori(1)
- John McDouall Stuart, esploratore britannico (Dysart, n. 1815 - Londra, † 1866)

## Fotografi(1)
- Roy Stuart, fotografo e regista statunitense (New York)

## Generali(3)
- James Ewell Brown Stuart, generale statunitense (Contea di Patrick, n. 1833 - Richmond, † 1864)
- James Stuart, generale britannico (Blairhall, n. 1741 - Londra, † 1815)
- James Stuart, generale britannico (Londra, † 1793)

## Giocatori di calcio a 5(1)
- Robert Stuart, ex giocatore di calcio a 5 australiano (n. 1958)

## Hockeisti su ghiaccio(1)
- Hod Stuart, hockeista su ghiaccio canadese (Ottawa, n. 1879 - Baia di Quinte, † 1907)

## Lunghiste(1)
- Bianca Stuart, lunghista bahamense (Nassau, n. 1988)

## Militari(1)
- Alessandro Stuart, militare scozzese (Perthshire, † 1405)

## Musicisti(2)
- Dan Stuart, musicista statunitense (Los Angeles, n. 1961)
- Hamish Stuart, musicista, compositore e produttore discografico britannico (Glasgow, n. 1949)

## Nobili(14)
- Anna Stuart, nobile britannica (St. James's Palace, n. 1637 - Richmond Palace, † 1640)
- Arbella Stuart, nobile britannica (n. 1575 - Torre di Londra, † 1615)
- Bérault Stuart d'Aubigny, nobile e condottiero francese (n. 1452 - † 1508)
- Carlo Edoardo Stuart, nobile (Roma, n. 1720 - Roma, † 1788)
- Charlotte Stuart, duchessa di Albany, nobile scozzese (Liegi, n. 1753 - Bologna, † 1789)
- Elisabetta Stuart, nobile britannica (St. James's Palace, n. 1635 - Castello di Carisbrooke, † 1650)
- Enrico Stuart, nobile britannico (Surrey, n. 1640 - Whitehall, † 1660)
- Giacomo Francesco Edoardo Stuart, nobile inglese (Londra, n. 1688 - Roma, † 1766)
- James Stuart, II conte di Bute, nobile scozzese (n. 1696 - † 1723)
- John Stuart, III conte di Bute, nobile, politico e botanico britannico (Edimburgo, n. 1713 - Westminster, † 1792)
- Margaret Stuart, nobile britannica (Dalkeith, n. 1598 - Linlithgow, † 1600)
- Matthew Stuart, nobile scozzese (Dumbarton, n. 1516 - Stirling, † 1571)
- Murdoch Stuart, nobile scozzese (n. 1362 - Stirling, † 1425)
- Roberto Stuart, nobile scozzese (n. 1339 - † 1420)

## Pittori(1)
- Gilbert Stuart, pittore statunitense (Saunderstown, n. 1755 - Boston, † 1828)

## Pittrici(2)
- Charlotte Stuart, pittrice inglese (Parigi, n. 1817 - Calcutta, † 1861)
- Louisa Anne Stuart, pittrice inglese (Parigi, n. 1818 - † 1891)

## Politici(4)
- Freundel Stuart, politico barbadiano (Saint Philip, n. 1951)
- Henry Carter Stuart, politico statunitense (Wytheville, n. 1855 - † 1933)
- James Archibald Stuart, politico e ufficiale britannico (n. 1747 - † 1818)
- John Stuart, Lord Mount Stuart, politico britannico (Londra, n. 1767 - Stansted Mountfitchet, † 1794)

## Principesse(7)
- Annabella Stuart, principessa scozzese (n. 1436 - † 1509)
- Eleonora Stuart, principessa scozzese (Dunfermline, n. 1433 - Innsbruck, † 1480)
- Elisabetta Stuart, principessa scozzese (Fife, n. 1596 - Londra, † 1662)
- Isabella Stuart, principessa scozzese (Scozia, n. 1426 - Vannes, † 1494)
- Luisa Maria Teresa Stuart, principessa (Saint-Germain-en-Laye, n. 1692 - Saint-Germain-en-Laye, † 1712)
- Margherita Stuart, principessa scozzese (n. 1455)
- Maria Stuart, principessa scozzese (Stirling, n. 1453 - † 1488)

## Principi(3)
- Enrico Federico Stuart, principe britannico (Stirling, n. 1594 - St. James's, † 1612)
- Giacomo Stuart, principe scozzese (Saint Andrews, n. 1540 - Saint Andrews, † 1541)
- Roberto Stuart, principe scozzese (n. 1541 - † 1541)

## Registi(1)
- Jeb Stuart, regista, sceneggiatore e produttore cinematografico statunitense (Landstuhl, n. 1956)

## Scrittori(3)
- Douglas Stuart, scrittore statunitense (Glasgow, n. 1976)
- Francis Stuart, scrittore, giornalista e saggista irlandese (Townsville, n. 1902 - Contea di Clare, † 2000)
- Tristram Stuart, scrittore e storico inglese (Londra, n. 1977)

## Scrittrici(1)
- Louisa Stuart, scrittrice britannica (n. 1757 - Marylebone, † 1851)

## Sovrane(2)
- Anna di Gran Bretagna, sovrana britannica (St. James's, n. 1665 - Kensington Palace, † 1714)
- Maria II d'Inghilterra, regina britannica (St. James's, n. 1662 - Kensington Palace, † 1694)

## Sovrani(5)
- Carlo I d'Inghilterra, sovrano britannico (Dunfermline, n. 1600 - Londra, † 1649)
- Carlo II d'Inghilterra, sovrano inglese (St. James's, n. 1630 - Westminster, † 1685)
- Giacomo I d'Inghilterra, re (Edimburgo, n. 1566 - Londra, † 1625)
- Giacomo II d'Inghilterra, re (Londra, n. 1633 - Saint-Germain-en-Laye, † 1701)
- Enrico Stuart, Lord Darnley, re britannico (Leeds, n. 1545 - Edimburgo, † 1567)

## Stiliste(1)
- Jill Stuart, stilista statunitense (New York, n. 1965)

## Senza attività specificata(2)
- Giacomo Stewart, conte scozzese (n. 1531 - Linlithgow, † 1570)
- Charles Stuart, conte (n. 1555 - † 1576)